# Jaderná elektrárna Chinon
Jaderná elektrárna Chinon (francouzsky Centrale nucléaire de Chinon) je provozní jaderná elektrárna ve Francii. Nacházející se 10 km severozápadně od francouzského města Chinon. Celkově areál obsahuje 7 jaderných reaktorů, ze kterých byly tři zastaralé vyřazeny z provozu. Elektrárnu provozuj státní společnost Électricité de France a zaměstnává asi 1500 lidí. Celkový výkon elektrárny je 3816 MW.

## Historie a technické informace

### Počátky a výstavba prototypů
Historie elektrárny Chinon sahá do 50. let 20. století. V roce 1955 bylo rozhodnuto, že bude objednán předběžný projekt jaderného reaktoru s grafitovým moderátorem nezbytného pro výrobu plutonia, které Francie potřebovala pro své atomové bomby. Reaktor měl také sloužit k výrobě elektrické energie. Reaktor měl nést označení EDF-1. Výstavba tohoto reaktoru byla zahájena 1. února 1957 jakožto prvního komerčního reaktoru ve Francii s hrubým výkonem 80 MW a čistým 70 MW. Později, 1. srpna 1959 a 1. března 1961 byla zahájena výstavba dvou podobných reaktorů o vyšším výkonu, které byly označovány EDF-2 a EDF-3. Tyto reaktory měly výkon 230 MW a 480 MW hrubých a 180 a 360 MW čistých. Rozdíl mezi čistým a hrubým výkonem je vlastní spotřeba bloku a jeho systémů. Tři souběžně budované reaktory byly přifázovány do národní sítě 14. června 1963, 24. února 1965 a 4. srpna 1966. Do komerčního provozu byly chronologicky uváděny ve dnech 1. února 1964, 24. února 1965 a 4. srpna 1966, což znamená, že bloky 2 a 3 zahájily připojování k síti a komerční provoz ve stejný den.

#### Vyřazení z provozu
První z bloků o výkonu 80 MW byl trvale uzavřen 16. dubna 1973. Do roku 1984 byl částečně rozebrán a do roku 1986 přeměněn na muzeum s názvem La Boule. Zbývající dva reaktory byly uzavřeny 14. června 1985 a 14. června 1990.

### Bloky 4 až 7
Po rozhodnutí opustit sektor jaderných reaktorů s grafitovým moderátorem a přírodním uranem bylo v plánu vybudovat v areálu elektrárny až čtyři nové moderní tlakovodní reaktory. Zvolen byl model Framatome M310 v provedení CP2. Reaktor Framatome M310 je vývojem amerického reaktoru Westinghouse M310. Tento typ reaktoru má 3 smyčky a výšku aktivní zóny 10 stop, dle názvu modelu M310. Reaktor dále obsahuje tři parogenerátory, jeden na smyčku. Výkon každého z nich je 954 MW hrubých a 905 MW čistých.

#### Výstavba a uvedení do provozu
Výstavba prvních dvou bloků byla zahájena 1. března 1977. Připojeny k síti byly 30. listopadu 1982 a 29. listopadu 1983 a komerční provoz následoval ve dnech 1. února 1984 a 1. srpna 1984.
Výstavba druhé dvojice reaktoru začala 1. října 1980 a 1. února 1981. Synchronizace se sítí mohla začít 20. října 1986 a 14. listopadu 1987. Bloky byly po testování uvedeny do komerčního provozu 4. března 1987 a 1. dubna 1988.

## Informace o reaktorech
| Reaktor  | Typ reaktoru         | Výkon  | Výkon  | Zahájení výstavby | Připojení k síti | Uvedení do provozu | Uzavření    |
| Reaktor  | Typ reaktoru         | Čistý  | Hrubý  | Zahájení výstavby | Připojení k síti | Uvedení do provozu | Uzavření    |
| -------- | -------------------- | ------ | ------ | ----------------- | ---------------- | ------------------ | ----------- |
| Chinon-1 | UNGG - EDF-1         | 70 MW  | 80 MW  | 1. 2. 1957        | 14. 6. 1963      | 1. 2. 1964         | 16. 4. 1973 |
| Chinon-2 | UNGG - EDF-2         | 180 MW | 230 MW | 1. 8. 1959        | 24. 2. 1965      | 24. 2. 1965        | 14. 6. 1985 |
| Chinon-3 | UNGG - EDF-3         | 360 MW | 480 MW | 1. 3. 1961        | 4. 8. 1966       | 4. 8. 1966         | 15. 6. 1990 |
| Chinon-4 | Framatome M310 - CP2 | 905 MW | 954 MW | 1. 3. 1977        | 30. 11. 1982     | 1. 2. 1984         |             |
| Chinon-5 | Framatome M310 - CP2 | 905 MW | 954 MW | 1. 3. 1977        | 29. 11. 1983     | 1. 8. 1984         |             |
| Chinon-6 | Framatome M310 - CP2 | 905 MW | 954 MW | 1. 10. 1980       | 20. 10. 1986     | 4. 3. 1987         |             |
| Chinon-7 | Framatome M310 - CP2 | 905 MW | 954 MW | 1. 2. 1981        | 14. 11. 1987     | 1. 4. 1988         |             |